# Helene Amalie Krupp
Helene Amalie Krupp (1732–1812) va ser una industrial i empresària alemanya.
Estava casada amb Friedrich Jodocus Krupp (1706–1757), propietari de la casa de comerciants Krupp, de la qual va assumir el control després de la seva mort. Va comerciar amb aliments, espècies, tèxtils, draps i porcellana entre Alemanya, els Països Baixos i la Gran Bretanya. Va fundar una fàbrica de snus i va dirigir una fàbrica de ferro al Ruhr entre el 1799 i el 1807. S'ha conegut com la fundadora de la dinastia Krupp. Dues mines i un carrer han portat el seu nom.ref>Béatrice Craig,